# Eupithecia inepta
Eupithecia inepta är en fjärilsart som beskrevs av Louis Beethoven Prout 1922. Eupithecia inepta ingår i släktet Eupithecia och familjen mätare. Inga underarter finns listade i Catalogue of Life.